# Етникос (Ахна)
Етникос Ахнас (на гръцки: Εθνικός Άχνας) е кипърски футболен клуб от село Ахна. Участващ в първенството на Кипър. Основан е през 1968 г. и е единственият кипърски отбор класирал се за Купа на УЕФА чрез летния турнир Купа Интертото.

## История
От самото си създаване през 1968 г. отбора играе в Кипърска втора дивизия до 1983 г., когато печели промоция за първи път, но веднага на другата година изпада. Печели отново промоция през 1986 г. и се задържа в елита 4 сезона. След 2 сезона във втора дивизия Етникос Ахнас се завръща в елита през 1992 г. Най-доброто класиране на отбора е 4 място през сезоните 1994/1995, 1997/1998 и 2006/2007. Отбора достига финал за купата на страната през 2002 г., където губи от Анортолада с 0:1.

## Представяне в Европа
„Етникос“ играе 5 пъти в турнира Интертото през 1998, 2003, 2004, 2006 и 2008 г. Цели 4 пъти е отстранен още в 1 кръг, но през 2006 г. спечелва летния турнир и става един от 11-те победители. След като отстранява албанския Партизани Тирана с общ резултат 5:3, отбора се изправя срещу хърватския Осиек, когото отстранява с общ резултат 2:2 и 2 гола на чужд терен, Етникос Ахнас става първият и последен кипърски отбор класирал се за Купа на УЕФА чрез летния турнир Интертото. В турнира за Купа на УЕФА „Етникос“ побеждава белгийския КСВ Роселаре, след като губи с 1:2 в Белгия и постига победа с 5:0 в Кипър. В 1 кръг, който дели отбора от групите на УЕФА, „Етникос“ е отстранен от френския Ланс с общ резултат 3:1, като в Кипър двата отбора завършват при резултат 0:0. Журналистите в Кипър обявяват Етникос Ахнас за отбор на годината в страната за 2006 г.

## Успехи
- Кипърска втора дивизия Шампион (2): 1985/86, 1991/92
- Купа на Кипър Финалист (1): 2001/02
- Победител Купа Интертото (1): 2006
- Отбор на годината: 2006

## Участие в Европейските клубни турнири
| Сезон   | Турнир         | Кръг | Съперник                         | 1 мач | 2 мач |
| ------- | -------------- | ---- | -------------------------------- | ----- | ----- |
| 1998    | Купа Интертото | 1    | Йоргрите (Гьотеборг)             | 2:1   | 0:4   |
| 2003    | Купа Интертото | 1    | Гьор                             | 1:1   | 2:2   |
| 2004    | Купа Интертото | 1    | Вардар (Скопие)                  | 1:5   | 1:5   |
| 2006    | Купа Интертото | 1    | Партизани (Тирана)               | 4:2   | 1:2   |
|         |                | 2    | Осиек                            | 2:2   | 0:0   |
|         |                | 3    | Макаби (Петах Тиква)             | 2:0   | 2:3   |
| 2006/07 | Купа на УЕФА   | 2Кв  | Руселаре                         | 1:2   | 5:0   |
|         |                | 1    | Ланс                             | 0:0   | 1:3   |
| 2007    | Купа Интертото | 1    | Македония Гьорче Петров (Скопие) | 1:0   | 0:2   |
| 2008    | Купа Интертото | 1    | Беса (Кавая)                     | 0:0   | 1:1   |

## Български футболисти
- Добрин Рагин: 2000/01 - (15 мача - 7 гола)
- Зоран Янкович: 2008/09 - (6 мача - 1 гол)
- Пламен Крачунов: 2016/17 - (28 мача - 1 гол)
- Филип Филипов: 2016/18 - (47 мача - 3 гола)
- Борислав Стойчев: 2016/18 (42 мача - 2 гола)

## Известни играчи
- Артур Восканян
- Зоран Янкович
- Ясумис Ясуму
- Мамаду Сидибе
- Християн Кировски
- Предраг Оцоколич
- Петр Вълчек
- Александар Коцич